# Caracanthus madagascariensis
Caracanthus madagascariensis är en fiskart som först beskrevs av Guichenot, 1869.  Caracanthus madagascariensis ingår i släktet Caracanthus och familjen Caracanthidae. Inga underarter finns listade.